# Mesia Sentinate
Mesia Sentinate soprannominata Androgine (fl. I secolo a.C.) è stata un'oratrice romana.
È nota per essersi difesa da sola in tibunale, cosa considerata sorprendente dalla società romana, in particolare per una donna.

## Biografia
Di Mesia Sentinate, in latino Amesia Sentinas, non si conosce né la data di nascita né la data di morte. È passata alla storia per essere stata una delle tre donne citate dallo storico Valerio Massimo nell'ottavo libro della sua famosa opera Factorum et dictorum memorabilium. Lo storico romano ricorda come Mesia Sentinate si difese da sola in tribunale contro un'accusa che non giudica neppure utile citare. La cosa importante per lo storico è sottolineare il fatto che si presentò davanti al pretore Lucio Tizio, senza nessun supporto e si difese da sola con abilità e coraggio, ruscendo così a farsi prosciogliere dalle accuse.